# 洋河镇 (岫岩县)
洋河镇，是中华人民共和国辽宁省鞍山市岫岩满族自治县下辖的一个乡镇级行政单位。

## 行政区划
洋河镇下辖以下地区：
样子岭村、南唐家堡村、何家堡村、葛家堡村、关家堡村、马家堡村、蔡家堡村、湾沟村和贾家堡村。